# تپه شیر
تپه شیر در شهرستان دامغان، بخش مرکزی، دهستان دامنکوه، روستای مؤمن آباد واقع شده و این اثر در تاریخ ۲۶ اسفند ۱۳۸۷ با شمارهٔ ثبت ۲۶۰۴۰ به‌عنوان یکی از آثار ملی ایران به ثبت رسیده است.